# Neofabraea alba
Neofabraea alba är en svampart som först beskrevs av E.J. Guthrie, och fick sitt nu gällande namn av Verkley 1999. Neofabraea alba ingår i släktet Neofabraea och familjen Dermateaceae.   Inga underarter finns listade i Catalogue of Life.